# Venas conjuntivales
Las venas conjuntivales (TA: venae conjunctivales) son pequeñas venas que drenan la sangre de la conjuntiva para llevarla hacia la vena oftálmica superior. Se distinguen las venas conjuntivales anteriores y las venas conjuntivales posteriores.